# Дионисий Милетский
Дионисий Милетский (около 500 г. до н. э.) — логограф.
Автор, которому приписывают первую попытку составления исторического очерка событий, предшествовавших его эпохе, в сочинении Περσικά, или τά μετά Δαρείον.
Не следует путать с Дионисием Самосским, писателем александрийской эпохи, составившим сборник греческих мифов.

## Издания
- Müller E.-H.-O. Fragmentum historiae Graecae. (II).